# Имменройт
Имменройт (нем. Immenreuth) — община в Германии, в земле Бавария. 
Подчиняется административному округу Верхний Пфальц. Входит в состав района Тиршенройт.  Население составляет 1830 человек (на 31 декабря 2010 года). Занимает площадь 18,05 км².
Коммуна подразделяется на 17 сельских округов.